# Série Nacional de Beisebol
A Série Nacional de Beisebol de Cuba (em espanhol Serie Nacional de Béisbol - SNB) é a principal competição nacional de beisebol profissional em Cuba. Criada em 1961 após a revolução cubana em substituição a antiga Liga Cubana de Beisebol (1878-1961).  É o evento esportivo mais importante de Cuba. É realizado anualmente, nele participam 16 equipes representando cada uma das Províncias e o Município Especial de Isla de la Juventud. A Série faz parte do sistema nacional de beisebol cubano.

## Equipes atuais da Série Nacional de Beisebol
| Times                            | Siglas | Localização           | Estádio                       |
| -------------------------------- | ------ | --------------------- | ----------------------------- |
| Pinar del Rio Vergueros          | PRI    | Pinar del Rio         | Estadio Capitán San Luís      |
| Isla de la Juventud Piratas      | IJV    | Nueva Gerona          | Estadio Cristóbal Labra       |
| Artemisa Cazadores               | ART    | Artemisa              | Estadio 26 de Julio           |
| Mayabeque Huracanes              | MAY    | San José de Las Lajas | Estadio Nélson Fernández      |
| Industriales Leones              | IND    | Havana                | Estadio Latinoamericano       |
| Matanzas Cocodrilos              | MTZ    | Matanzas              | Estadio Victoria de Giron     |
| Cienfuegos Elefantes             | CFG    | Cienfuegos            | Estadio 5 de Septiembre       |
| Villa Clara Leopardos/Azucareros | VCL    | Santa Clara           | Estadio Augusto Cesar Sandino |
| Sancti Spíritus Gallos           | SSP    | Sancti Spíritus       | Estadio Jose Antonio Huelga   |
| Ciego de Ávila Tigres            | CAV    | Ciego de Ávila        | Estadio José Ramón Cepero     |
| Camagüey Toros                   | CMG    | Camagüey              | Estadio Cándido Gonzáles      |
| Las Tunas Leñadores              | LTU    | Las Tunas             | Estadio Julio Antonio Mella   |
| Holguín Cachorros                | HOL    | Holguín               | Estadio Calixto García        |
| Granma Alazanes                  | GRA    | Bayamo                | Estadio Mártires de Barbados  |
| Santiago de Cuba Avispas         | SCU    | Santiago de Cuba      | Estadio Gillermón Moncada     |
| Guantánamo Indios                | GTM    | Guantánamo            | Estadio Nguyen Van Troi       |